# Chonchu
Chonchu (obra de Kim Sung Jae, e Kim Byung Jin), foi o primeiro manhwa a ser publicado no Brasil. Distribuída pela Conrad Editora, mas atualmente está parada na edição nº 15.

## A história
Amaldiçoado desde o nascimento, Chonchu é o Filho do Demônio, aquele que, segundo as profecias do Oráculo, irá destruir todo seu clã!Para evitar que o Rei matasse seu próprio filho, a Rainha o convence a mandar Chonchu para a tribo dos Mirmidões, pois como é uma tribo guerreira, uma hora ele seria morto em batalha.Na verdade ela não queria que seu filho morresse,mas essa era a única opção que ele teria alguma chance de sobreviver.Mas por ser o Filho do Demônio, é odiado por todo seu clã e quase sempre era maltratado por todos. Chonchu cresceu marcado pelo ódio, enquanto lutava pela sua própria vida em batalhas sangrentas. 
Ufasso, irmão gêmeo de Chonchu e rei dos Yemaeks, manda para guerras perdidas a tribo guerreira Mirmidão, da qual Chonchu faz parte, na esperança de que seu irmão acabe sendo morto no campo de batalha. No entanto, ele sempre sobrevive graças ao poder da pedra do demônio encravada no seu peito. Enquanto isso, a tribo vai perdendo seus integrantes até que restam apenas cinco.
Ulfasso, furioso, coloca a cabeça de Chonchu a prêmio.Esse desejo pela morte do seu irmão tem um motivo: Ulfasso é o verdadeiro Filho do Demônio, e corre o risco de ser descoberto enquanto seu irmão ainda estiver vivo.
De acordo com a profecia do Oráculo,o rei e a rainha gerariam o Filho do Demônio,que causaria grande destruição.Então assim que ele nascesse, seria morto.Porém a rainha dá a luz a gêmeos, e todos se encontram em um dilema:Qual é o Filho do Demônio e qual é o Futuro Rei?Por mais que tentassem não conseguiam saber qual era qual, então pegaram um item mágico, conhecido como a Pedra do Demônio, e enquanto os dois irmãos dormiam lado a lado, ela foi colocada entre eles e deixaram eles sozinhos.A Pedra, por ser demoníaca seria atraída pela maldade do Filho do Demônio e se cravaria nele.Porém ele acorda antes, e crava a Pedra no irmão. Mas ironicamente, a Pedra passa a proteger Chonchu (fazendo com ele se cure muito mais rápido, e aguente muito mais golpes que uma pessoa normal),porém, por ser demoníaca, a pedra força Chonchu a matar.

## Os Personagens
O maldito
Chonchu foi amaldiçoado ao nascer. Uma profecia dizia que ele seria o filho do demônio e mataria seus pais, reis dos Yemaek.
Salvo da morte pela mãe, foi exilado e passou a viver com o clã guerreiro dos Mirmidões, no qual cresceu em meio a batalhas sangrentas e vive o terrível destino de ter que matar para não morrer.
O irmão
Ulfasso, irmão gêmeo de Chonchu, guarda um terrível segredo.
Por trás de sua imagem de rei generoso, se esconde o verdadeiro filho do demônio.
Mas a única maneira de manter seu segredo é matando Chonchu.
A prometida
Herdeira do trono da tribo dos Koma, Fassa é a noiva prometida de Ulfasso.
Após a terrível morte de seu pai, parte ao encontro de seu futuro esposo para tentar reerguer seu clã. Porém encontra pelo caminho Chonchu, que lhe desperta estranhos sentimentos.
A guerreira
Amir, irmã mais nova de Agon, chefe da tribo dos Mirmidões.
Cresceu com Chonchu e presenciou todo o seu sofrimento.
Por isso guarda em seu coração uma paixão não declarada por ele.
Em um dos capítulos Chonchu desaparece,e fica como morto, Amir fica louca,e procura a pessoa que matou Chonchu para vingar a sua morte.
O príncipe
Agon, chefe dos Mirmidões, vive um dilema.
Para defender seu povo, precisa eliminar seu grande amigo Chonchu.
O forte
Konji não é um sujeito muito inteligente.
Porém é leal e uma das poucas pessoas com quem Chonchu pode contar em sua luta pela sobrevivência.
O Misterioso
Shinji é nativo da tribo de I-Min, mas, por razões desconhecidas, acabou sendo recrutado pelos Mirmidões.
É o portador da espada “Danbyungdo”, a qual jurou nunca desembainhar.
Humoohai
Foi primeiro tenente da Brigada Branca. Cuida das crianças dos Habaeks.
Tenta ganhar o prêmio pelo pescoço de Chonchu.
Kwakli Jung
Filho do falecido Kwakli Jago.
Odeia Chonchu porque acredita que ele matou seu pai.
Euntae
O garoto dos Habaeks,a tribo mais desprezada do mundo.
Detesta seu destino e sonha em ascender socialmente com suas próprias forças.
Eunji
A irmã mais velha de Euntae.
Cuida das crianças dos Habaeks.Vive conformada com seu destino.